# アールエージェンシー
株式会社アールエージェンシーは、日本の芸能プロダクションである。
タレントの発掘および育成、マネージメントを行っている。所属タレントは舞台やTVコマーシャル、TVドラマなどに出演実績がある。タレントは15歳〜25歳までの男女を募集している。

## 経歴
2019年1月24日より事務所移転。（東京都港区新橋4-24-10 アソルティ新橋6F）
2022年11月28日より事務所移転。（東京都港区西新橋1-9-1 中條ビル3F）

## 所属タレント

### 女優・俳優
- 綾瀬羽乃(あやせ　はの)
- 小田切正代(おだぎり　まさよ)
- 美蘭（みか）
- 北川あい(きたがわ　あい)
- 和釜まこと(わがま　まこと)
- 一野瀬叶唱(いちのせ　かなう)
- 羽笠みお（はがさ　みお）

### アイドル・アーティスト
- 現在所属なし（2023年4月現在）

### かつて所属していたタレント
- 新茉由（あらた　まゆ）
- 飯山真衣(いいやま　まい)
- 宇美野ちの（うみの　ちの）
- 神埼まこ（かんざき　まこ）
- 木村友哉(きむら　ゆうや)
- 黒崎ゆきな（くろさき　ゆきな）
- 小林マイカ（こばやしまいか）
- そのみゆう

- 立花るか(たちばな　るか)
- 名島瑞姫(なじま　みずき)
- 本多礼奈（ほんだ　れな）
- 南とわ（みなみ　とわ）
- 優木りな(ゆうき　りな)
- 大塚泉穂(おおつか　みずほ)[業務提携 1]
- 甲斐優風汰(かい　ゆうた)[業務提携 2]
- 田中心菜(たなか　ここな)[業務提携 3]
- れんちむ・吉川叶恋(よしかわ　かれん)[業務提携 4]

## アイドルユニット
- マシュマロスーパーパンチ（2018年5月3日～2020年4月13日)
- ハッピースマイル♡シンデレラ（2020年1月29日～2021年6月26日）
- 明確BABY（2021年5月3日～2022年3月27日）
- 名島瑞姫（個人活動）（2019年5月11日～2022年11月11日）